# Lijst van arachnologen
Dit is een lijst van arachnologen. Een arachnoloog is iemand die zich bezighoudt met de studie van de spinachtigen (Arachnida).

## A
- Ingi Agnarsson
- Henri Alain Liogier
- Giraldo Alayón García
- Mark Alderweireldt
- Pietro Alicata
- Rolf Harald Krause
- Xu Han
- Éder Sandro Soares Álvares
- Ekaterina Mikhailovna Andreeva
- Daniela Andriamalala
- Allan F. Archer
- Tatsumi Arita
- Warren T. Atyeo
- Jean Victor Audouin
- Anton Ausserer
- Galina N. Azarkina

## B
- Barbara C. Baehr
- Léon Baert
- Animesh Bal
- Janos Balogh
- Péter Balogh
- Nathan Banks
- Youhui Bao
- Jose Antonio Barrientos
- Alberto Barrion
- William M. Barrows
- Maria José Bauab Vianna
- Jenny J. Beard
- Joseph A. Beatty
- Léon Becker
- Mirza Azher Beg
- Max Beier
- Pierre L. G. Benoit
- Lucien Berland
- James W. Berry
- Rogerio Bertani
- Philip Bertkau
- Sherman Chauncey Bishop
- Bijan Kumar Biswas
- Kajal Biswas
- John Blackwall
- A. David Blest
- Theo Blick
- Andrzej Bohdanowicz
- Angelo Bolzern
- Alexandre B. Bonaldo
- Pierre Bonnet
- Friedrich Wilhelm Bösenberg
- Robert Bosmans
- Jan Bosselaers
- Henry Burton Bradley
- Allen R. Brady
- Rudolf Braun
- Antônio Brescovit
- Paolo Marcello Brignoli
- William Syer Bristowe
- Gaspard Auguste Brullé
- Elizabeth Bangs Bryant
- Jan Buchar
- Wolfgang Bücherl
- Arthur Gardiner Butler
- Abida Butt

## C
- Giuliano Callaini
- Hélio Ferraz de Almeida Camargo
- David F. Candiani
- Teresa Cantarella
- Lodovico di Caporiacco
- C cont.
- Emilio Carabajal Márquez
- Pedro Cardoso
- Jian-yuan Chai
- Ralph Vary Chamberlin
- Joseph Conrad Chamberlin
- Thanaphum Chami-Kranon
- Maria Chatzaki
- Hui-Ming Chen
- Jun Chen
- Zhangfu Chen
- Arthur Merton Chickering
- Yasunosuke Chikuni
- Pater Chrysanthus
- Cornelius Chyzer
- Carl Alexander Clerck
- Theodore Dru Allison Cockerell
- John Henry Comstock
- José Antonio Corronca
- David J. Court
- Frederick A. Coyle
- Luís C. Crespo
- Cyrus Richard Crosby
- Meg S. Cumming
- Bozidar P.M. Curcic
- Bruce Cutler

## D
- Friedrich Dahl
- Maria Dahl
- Raymond Comte de Dalmas
- Sergei N. Danilov
- Pakawin Dankittipakul
- Selvin Dashdamirov
- Louie Irby Davis
- Benjamin L. de Bivort
- Charles De Geer
- Mario De Maria
- Christa Deeleman-Reinhold
- Christo Deltshev
- Jacques Denis
- Clifford E. Desch jr.
- Charles Joseph Devillers
- Dimitar Dimitrov
- Dragomir Dimitrov
- Ansie S. Dippenaar-Schoeman
- Carl Ludwig Doleschall
- Charles Denton Dondale
- Pencho Drensky
- Jean-Marie Léon Dufour
- Margareta Dumitrescu
- Peter Mikhailovitch Dunin
- Nadine Dupérré
- César Gabriel Durán-Barrón
- Wilhelm Dönitz

## E
- Glavis B. Edwards
- Viktor E. Efimik
- Edvard Ellingsen
- James Henry Emerton
- Kirill Yuryevich Eskov
- Sergei L. Esyunin
- Harriet Exline

## F
- Joh. Chr. Fabricius
- Jean-Louis Fage
- Rui Fei
- Renato Neves Feio
- Victor Fet
- Raymond Robert Forster
- Antoine François, comte de Fourcroy
- Irving Fox
- Volker W. Framenau
- F cont.
- Pelegrin Franganillo-Balboa
- Ion Eduard Fuhn
- Johann Kaspar Füssli

## G
- Grzegorz Gabrys
- Pawan U. Gajbe
- U.A. Gajbe
- María Elena Galiano
- Terry Galloway
- Jiu-Chun Gao
- José García Carrillo
- Giulio Gardini
- Jean Gaud
- Ulrich Gerhardt
- Berta S. Gerschman de Pikelin
- Uri Gerson
- Willis J. Gertsch
- Christoph Gottfried Andreas Giebel
- Rosemary G. Gillespie
- Louis Giltay
- Johannes von Nepomuk Franz Xaver Gistel
- M. Lee Goff
- Pablo A. Goloboff
- Liansu Gong
- Marcelo O. Gonzaga
- François Alfred Grandjean
- Manfred Grasshoff
- Frederick Henry Gravely
- Michael R. Gray
- Cristian J. Grismado
- Charles Edward Griswold
- Alexander V. Gromov
- Adolph Eduard Grube
- Elchin F. Guseinov

## H
- Erich Haase
- Jovan Hadži
- Carl Wilhelm Hahn
- Hamidreza Hajiqanbar
- Bruce Halliday
- Frédéric-Louis Hammer
- Jonathan C. Harrod
- Antonius van Harten
- Mark S. Harvey
- Alexander Willem Michiel van Hasselt
- Toshio Hayashi
- Stefania Hęciak
- Stefan Heimer
- Peter J. van Helsdingen
- Nicholas Marcellus Hentz
- Ottó Herman
- Jean-Frédéric Hermann
- Jacqueline Heurtault
- John Hewitt
- Vernon Victor Hickman
- Paul Hillyard
- Heikki Hippa
- Arthur Stanley Hirst
- David B. Hirst
- Hubert Höfer
- H.R. Hogg
- Åke Holm
- Eduardo Ladislao Holmberg
- Gustavo Hormiga
- Martine van Hove
- Jin-Lin Hu
- Yun-Jin Hu
- Bernhard A. Huber
- John Edward Hull
- Robert W. Husband

## I
- Yoh Ihara
- Hiroyoshi Ikeda
- Teruo Irie
- Wilton Ivie
- J
- Arthur P. Jacot
- Piotr Jastrzębski
- Jean-François Jézéquel
- María Luisa Jiménez
- Rudy Jocqué
- Mark L.I. Judson
- Peter Jäger

## K
- Takahide Kamura
- Ferdinand Karsch
- Benjamin J. Kaston
- Kayashima
- Andrzej Kaźmierski
- Koen Van Keer
- James E. Keirans
- Muhabbet Kemal
- Eugen von Keyserling
- Dmitry Evstratievich Kharitonov
- Alexander A. Khaustov
- Byung-Woo Kim
- Joo-Pil Kim
- T. H. Kim
- Kishida
- Kyukichi Kishida
- Hans Klompen
- Hisatoshi Kobayashi
- Toshiki Kobayashi
- Ahmet Ömer Koçak
- Carl Ludwig Koch
- Ludwig Carl Christian Koch
- Gábor von Kolosváry
- Toshihiro Komatsu
- Seppo Koponen
- Maurice Kottelat
- František Kovařík
- Mykola M. Kovblyuk
- Yvonne Kranz-Baltensperger
- Josef Kratochvíl
- Otto Kraus
- Torbjörn Kronestedt
- Thilo Krumbach
- Władysław Kulczyński
- Adriano Brilhante Kury

## L
- Facundo M. Labarque
- Reginald Frederick Lawrence
- Stoyan Lazarov
- William Elford Leach
- Hermann Lebert
- Philippe Leclerc
- Jean-Claude Ledoux
- Woncheol Lee
- Pekka T. Lehtinen
- Laura B. Leibensperger
- Adolf Lendl
- Heinrich Wilhelm Christian Lenz
- Roger de Lessert
- Herbert Walter Levi
- Lorna Rose Levi
- Gershom Levy
- Aihua Li
- Dai-qin Li
- Shu-Qiang Li
- Zhong-shan Li
- Yu-cheng Lin
- Carl Linnaeus
- Arno Antonio Lise
- James A. Litsinger
- L cont.
- Małgorzata Łochyńska
- George Hazelwood Locket
- Dmitri Viktorovich Logunov
- Hans Lohmander
- Imre Loksa
- Wilson R. Lourenço
- Donald C. Lowrie
- Rafael D. Loyola
- Hippolyte Lucas

## M
- Antonio de Barros Machado
- Alexander Macleay
- Wayne P. Maddison
- Volker Mahnert
- Barbara York Main
- Slobodan E. Makarov
- David R. Malcolm
- Jean-Yves Marinaro
- Brian John Marples
- Jochen Martens
- Joeri M. Maroesik
- George Marx
- Peter Mašán
- Henry Christopher McCook
- Cândido Firmino de Mello-Leitão
- Franz Anton Menge
- Heiko Metzner
- Kirill Glebovich Mikhailov
- František Miller
- Jeremy A. Miller
- Alfred Frank Millidge
- Jacques Millot
- Kuniyasu Morikawa
- William B. Muchmore
- Stanley B. Mulaik
- Martin Hammond Muma
- Frances Murphy
- John A. Murphy
- John Murphy

## N
- Koji Nakatsuji
- Joon Namkung
- Wolfgang Nentwig
- Hercule Nicolet
- Yoshiaki Nishikawa
- Christine G. Niwa
- Koichi Nojima
- Benoît Nzigidahera

## O
- Gustav Heinrich Emil Ohlert
- Ryoji Oi
- Tatyana I. Oliger
- Guillaume-Antoine Olivier
- Ziemowit Olszanowski
- Mikhail M. Omelko
- Hirotsugu Ono
- Brent D. Opell
- Traian Orghidan
- Ricardo Ott
- S.V. Ovtchinnikov
- Vladimir I. Ovtsharenko

## P
- Kap Yong Paik
- Peter Simon Pallas
- Georg Wolfgang Franz Panzer
- Barbara Patoleta
- Pietro Pavesi
- Elizabeth Maria Gifford Peckham
- George Williams Peckham
- Xian-Jin Peng
- David Penney
- Abel Pérez González
- Gustavo A. Pérez
- Josef Anton Maximilian Perty
- Vincenzo Petagna
- Alexander Petrunkevitch
- Frederick Octavius Pickard-Cambridge
- Octavius Pickard-Cambridge
- Salvador de Toledo Piza Júnior
- Norman I. Platnick
- Reginald Innes Pocock
- A. V. Ponomarev
- Maciej Próchniewicz
- Jerzy Prószyński
- Robert Henry Pulleine
- William Frederick Purcell

## R
- William Joseph Rainbow
- Sergey Y. Rakov
- Martín J. Ramírez
- Robert J. Raven
- Dinendra Raychaudhuri
- Vladimir V. Redikorzev
- James H. Redner
- Eduard Reimoser
- Cristina A. Rheims
- Barry J. Richardson
- David B. Richman
- Susan E. Riechert
- Malia Ana J. Rivera
- M.G. Rix
- Michael J. Roberts
- Everton N.L. Rodrigues
- Fabriciano Rodríguez Fernández
- Carl Friedrich Roewer
- Christine Rollard
- César A. Roncallo
- Pietro Rossi
- Friedrich W. Rossi
- Vincent Daniel Roth
- Jan-Peter Rudloff
- Gustavo R. S. Ruiz
- Anthony Russell-Smith

## S
- Michael Ilmari Saaristo
- Sumana Saha
- Hiroshi Saito
- Saburo Saito
- Adalberto J. Santos
- Nikolaj Scharff
- Ehrenfried Schenkel-Haas
- Rita Delia Schiapelli
- Robert X. Schick
- Günter Schmidt
- Jesper Birkedal Schmidt
- Paul Schulze
- Peter J. Schwendinger
- Giovanni Antonio Scopoli
- Paul A. Selden
- Bo Keun Seo
- Yu-hua Sha
- Mohammad U. Shadab
- Robert D. Sharrad
- William A. Shear
- Matsuei Shimojana
- Pedro I. da Silva jr.
- Eugène Simon
- Tippawan Singtripop
- Philip J. Sirvid
- Frederick Smith
- Helen M. Smith
- Ian M. Smith
- Benedicto Abílio Monteiro Soares
- Daxiang Song
- William Sørensen
- Sergej Aleksandrovitsj Spasski
- Wojciech Staręga
- Ferdinand Stoliczka
- Embrik Strand
- Kylie S. Stumkat
- Johann Heinrich Sulzer
- Theodore W. Suman
- Carl Jakob Sundevall
- Masayoshi Suwa
- Kálmán Szombathy
- Tamás Szűts

## T
- Władysław Taczanowski
- Hozumi Tanaka
- Andrei V. Tanasevitch
- Gui-ming Tang
- Guo Tang
- Yinquiu Tang
- Akio Tanikawa
- Robert Templeton
- Rolando Teruel
- Konrad Thaler
- Pieter D. Theron
- Tamerlan Thorell
- Benoy Krishna Tikader
- Beata Tomasiewicz
- Yanfeng Tong
- I-Min Tso
- Heisuo Tu
- T cont.
- Li-hong Tu
- Richard William Ethelbert Tucker
- Albert Tullgren
- Tatiana Konstantinovna Tuneva
- Frank Archibald Sinclair Turk
- Victor P. Tyshchenko

## U
- Darrell Ubick
- Arthur Urquhart
- Aleksander Stepanovich Utochkin
- Toshio Uyemura

## V
- Max Vachon
- Carlos E. Valerio
- Jehan Vellard
- Paul-Henry Vercammen-Grandjean
- Charles Joseph de Villers
- Cor J. Vink
- Valeria Vitali-di Castri

## W
- Wladimir Alexandrowitch Wagner
- Charles Athanase Walckenaer
- John A. Wallwork
- Jia-Fu Wang
- Xin-Ping Wang
- Fred R. Wanless
- Zaigen Wen
- Franz Werner
- Wanda Wesołowska
- Nicolas Westring
- Peter Weygoldt
- Karl Friedrich Wider
- Hermann Wiehle
- Dilrukshan P. Wijesinghe
- Peter R. Wiles
- Cecil Louis Wilton
- Angus Munn Woodbury
- Thomas Workman
- Leonard G. Worley
- Hai-Yin Wu
- Wen-gui Wu
- Jörg Wunderlich

## X
- Liping Xie
- Xiang Xu
- Yajun Xu

## Y
- Takeo Yaginuma
- Heng-mei Yan
- Youtang Yang
- Zizhong Yang
- Zhiyuan Yao
- Chang-Min Yin
- Hajime Yoshida

## Z
- Marek Żabka
- Aleksey A. Zachvatkin
- Helmuth Zapfe
- Juan A. Zaragoza
- Bao-Shi Zhang
- Feng Zhang
- Junxia Zhang
- Yongjin Zhang
- Zhenhua Zhang
- Zhi-Sheng Zhang
- Jin-Zhao Zhao
- Chuandian Zhu
- Ming-Sheng Zhu